# Charanyca brunnea
Charanyca brunnea là một loài bướm đêm trong họ Noctuidae.